# Ho Chi Minh
Hồ Chí Minh (født Nguyễn Sinh Cung den 19. maj 1890 i Nghệ An, død 2. september 1969 i Hanoi) stiftede det Det kommunistiske parti i Vietnam og var leder af Nordvietnam til sin død.
Under Versaillesforhandlingerne i Frankrig i 1919 forlangte Hồ Chí Minh, at vietnameserne skulle have samme rettigheder som franskmændene i det besatte Vietnam. Hồ Chí Minh fik intet svar, hvilket bevirkede, at han blev omdrejningspunkt for de vietnamesiske nationalister.
I maj 1941 dannede Hồ Chí Minh Việt Minh, en national modstandsbevægelse mod besættelsesmagten Japan, i samarbejde med Võ Nguyên Giáp og Phạm Văn Đồng. Efter Japans kapitulation proklamerede Hồ Chí Minh Vietnams uafhængighed den 2. september 1945. Dette var Frankrig en stor modstander af, og landet indledte en kolonikrig mod Vietnam. Da Việt Minh besejrede Frankrig ved Điện Biên Phủ, forsøgte Hồ Chí Minh konstant at forhindre den sovjetisk-kinesiske konflikt i at eskalere, bl.a. fordi Việt Minh fik økonomisk og militær støtte fra Kina.
Ho Chi Minh betragtes som en af de mest indflydelsesrige ledere i verden. TIME- magasinet noterede ham på listen over de 100 mest betydningsfulde personer i det tyvende århundrede (Time 100) i 1998. Hans tanker og revolution inspirerede mange ledere og folk i Asien, Afrika og Latinamerika i løbet af den globale afkolonisering, der fandt sted efter Anden Verdenskrig. Som kommunist var han en af de internationale figurer, som blev meget rost i den kommunistiske verden.
Hồ Chí Minh var meget populær blandt den vietnamesiske befolkning og kaldes ofte "nationens fader " af vietnamesere fordi han brugte meget af sit liv på at sikre, at de franske kolonistyrker, der kontrollerede Vietnam, forlod landet. Ho Chi Minh-byen er opkaldt efter ham for at ære hans indsats for landets befrielse.

## De tidlige år
Ho Chi Minh blev født og givet navnet Nguyễn Sinh Cung  i 1890 landsbyen Hoàng Trù, hans mors landsby. Fra 1895 voksede han op i sin fars, Nguyễn Sinh Sắcs landsby Làng Sen, i Nghệ An provinsen. Han havde tre søskende: søsteren Bạch Liên (eller Nguyễn Thị Thanh), som var sekretær i den franske hær; broren Nguyễn Sinh Khiêm (eller Nguyễn Tất Đạt), som var traditionel læge; og en anden bror Nguyễn Sinh Nhuận, der døde som spædbarn. Som lille fik Cung (den senere Ho Chi Minh) undervisning af sin far, før han fik mere formel undervisning af en lærer der hed Vuong Thuc Do. Cung lærte hurtigt kinesisk skrift, hvilket var nødvendigt for at kunne studere konfucianisme. Og han dygtiggjorde sig også i skriftligt vietnamesisk.:21  Når han ikke studerede, elskede han at flyve med drager og at fiske.:21  Efter konfuciansk tradition fik han som tiårig et nyt navn af sin far: Nguyễn Tất Thành ("Nguyễn den Dygtige").
Thành's far var en konfuciansk lærd og underviser, og senere blev han kejserlig magistrat i det lille distrikt Binh Khe (Qui Nhơn). Han blev dog degraderet for magtmisbrug efter en lokal borger døde efter at have modtaget 102 slag med et spanskrør som straf for en mindre forbrydelse.:21  Thànhs far kunne have fået job i det kejserlige bureaukrati, men han nægtede at tage et sådant job fordi det ville betyde at han kom til at arbejde for den franske kolonimagt. Således kendte Thành til oprørsbevægelsen mod kolonimagten fra en ung alder, og sådanne holdninger var udbredte i provinsen hvor han voksede op. Ansporet af sin far, fik Thành en fransk uddannelse da han gik på det franske lycée i byen Huế. Tidligere troede man at Thành var involveret i en protest imod tvangsarbejde i Huế i maj 1908, og at han på den måde risikerede at blive smidt ud fra sin skole Collège Quốc học. Men dokumenter fra Centre des archives d'Outre-mer i Frankrig viser at han først blev optaget på Collège Quốc học den 8. august 1908, flere måneder efter demonstrationen (9.–13. april 1908). Det var almindeligt blandt vietnamesiske kommunistledere at de overdrev deres historie som revolutionære. Senere i sin karriere hævdede Hồ således at oprøret i 1908 var det øjeblik da han begyndte at tænke som en revolutionær, men denne fortælling undergraves af det faktum at han søgte om optagelse på den franske kolonimagts administrationsskole i 1911. Han valgte at forlade skolen for at søge at rejse udenlands, for nu da hans far var blevet fyret kunne han ikke længere opnå et studiestipendie fra staten. Derfor rejste han sydpå og arbejdede i Dục Thanh skolen i Phan Thiết i seks måneder, hvorefter han rejste til Saigon.

## Politisk uddannelse i Frankrig
Ho Chi Minh forlod Vietnam i 1911 som køkkenmedhjælper på en fransk damper, opholdt sig i England 1915-17 og i Frankrig fra 1917 til 1923. Under Versailles-forhandlingerne i 1919 sendte han en henvendelse til konferencen, hvor han forlangte, at vietnameserne skulle have samme rettigheder som franskmændene. Der kom ikke noget svar fra Versailles-konferencen, men Ho etablerede sig på denne måde som samlingspunktet for de vietnamesiske nationalister.
Ho sluttede sig til det franske kommunistparti i 1920. Fra 1923 var han aktiv i Den kommunistiske Internationale. I et indlæg på Internationalens femte kongres rettede han kritik mod det franske kommunistparti for dets holdning til kolonispørgsmålet, og understregede allerede på dette tidspunkt betydningen af de undertrykte bønders revolutionære rolle. I slutningen af 1920erne var han aktiv som Den kommunistiske Internationales repræsentant i Sydøstasien.

## Uafhængighedsbevægelse
Ho Chi Minh var den ledende kraft bag dannelsen af det vietnamesiske kommunistparti i 1930. Efter oprøret i 1930 blev Ho dømt til døden in absentia af de franske kolonimyndigheder. Han blev arresteret i Hong Kong men nåede at undslippe til Moskva. I 1938 rejste Ho tilbage til Kina, hvor han i en kort tid opholdt sig hos de kinesiske kommunister i Yenan.
Under anden Verdenskrig besatte Japan Vietnam. I januar 1941 vendte Ho tilbage til Vietnam, og i maj 1941 dannede han modstandsbevægelsen Việt Minh sammen med sine nære medarbejdere Võ Nguyên Giáp og Phạm Văn Đồng. Bevægelsen var først en modstandsbevægelse mod den japanske besættelse, men ændrede efter krigens afslutning karakter til at være en anti-kolonialistisk bevægelse imod den franske kolonimagt, og dens marionetleder kejseren Bảo Đại.
Efter USA's to atombombeangreb på Japan, startede August-revolutionen hvor Việt Minh uafhængighedsbevægelsen vandt over den franske kolonimagt. Det magt tomrum der opstod efter den japanske kapitulation, endte med at Ho Chi Minh proklamerede Vietnams uafhængighed den 2. september 1945. Hồ overtalte kejseren Bảo Đại til at abdicere den 25 August 1945, hvor han overdrog magten til Việt Minh. Dette styrkede Hồs legitimitet i det vietnamesiske folks øjne. Bảo Đại blev højeste rådgiver for Hồs Demokratiske Republik Vietnam, men han måtte flygte da franskmændene angreb i 1946. I bogen "Vietnam: A History" hævder historikeren Stanley Karnow at Kejserens abdikation var en stor hjælp for Ho Chi Minh, fordi han ved at abdicere overførte sit "himmelske mandat" til Ho, som derved opnåede større legitimitet og kunne regne med folkets støtte.
Ho Chi Minh blev derefter leder af den Provisoriske Regering, og premierminister for Den Demokratiske Republik Vietnam. Ho søgte forgæves at nå til en aftale med Frankrig, som var modstander af vietnamesisk uafhængighed, og den langvarige kolonikrig, kendt som 1. indokinesiske krig, brød ud. Viet Minh fik støtte af Sovjetunionen og Kina, hvorimod Frankrig fik militær støtte af USA.
I 1947 i Operation Léa, omringede de franske styrker under General Jean-Etienne Valluy Viet Minhs base Viet Bac ved Bắc Kạn, og det lykkedes dem næsten at tage Ho Chi Minh til fange. Han undslap dog, og det altødelæggende nederlag franskmændene havde forventet at tilføje Viet Minh mislykkedes totalt, da det viste sig at den franske General Valluys 15.000 franskmænd stod over for en Viet Minh hær på omkring 60.000 frihedskæmpere.
Den 6 maj 1954 blev byen Điện Biên Phủ indtaget af Ho Chi Minhs tropper efter en 57 dage lang belejring. Det var mod forventning lykkedes Viet Minh at slæbe tungt artilleri opad bakkerne omkring byen, hvilket resulterede i de franske troppers nederlag.
Få dage efter det franske nederlag ved deltog Ho Chi Minh i Genevekonferencen (1954), hvor han kunne dele meldingen om sine troppers sejr. Resultatet af konferencen blev at Vietnam blev delt i to, et kommunistisk ledet Nordvietnam, og det fransk-støttede Sydvietnam. Opdelingen skulle have været midlertidig, men selvom franskmændene endeligt forlod Sydvietnam i 1956 blev der ikke afholdt nyvalg, af frygt for at sydvietnameserne skulle stemme på Ho Chi Minh.
Ho Chi Minh blev i 1955 præsident for den Demokratiske Republik Vietnam (Nordvietnam), en kommunist-ledet et-parti-stat, et post han beklædte til sin død 2. september 1968. Han var kun formelt partiets generalsekretær fra september 1956 , indtil den ledende repræsentant for partiet i den sydlige del af landet, Le Duan overtog posten i starten af 1957.

## Leder af kommunistiske reformer
Mellem 1953 og 1956, indledte den nordvietnamesiske regering under Hồ Chí Minh forskellige landbrugsreformer, der resulterede i politisk undertrykkelse af dissidenter og modstandere. Under landreformerne anslås det at én ud af hver 160 landsbyboere blev henrettet, hvilket ville give et antal på omkring 100.000 henrettelser i hele Nordvietnam. Dog var det i Dong Bang Song Hong (dansk: ~ Den røde flods delta) at den mest intense undertrykkelse fandt sted, og derfor er der mange der accepterede et lavere tal, på omkring 50.000 henrettelser. Men efter krigen har dokumenter indikeret at antallet af henrettelser måske var endnu mindre end reporterne fra halvtredserne anslog. I 1956 stod det klart at landreformerne havde været alt for brutale overfor mange landejere, og i august skrev Ho Ci Minh et offentligt brev, hvor han undskyldte for reformernes "fejl" og lovede en mere eftertænksom holdning til reformer fremover. I eftertiden har der været delte fortolkninger af Hos rolle under landreformerne. Nogle historikere har argumenteret for at Hos indflydelse var lille og at det primært var generalsekretær Trường Chinh, der var ansvarlig for reformernes brutale gennemførelse. Andre har hævdet at Ho ikke kun var vidende om reformernes brutale karakter, men også støttede dem i tale og handling, og at der har været gjort forsøg på at rense Ho for ansvar for de upopulære landreformer, for at gøre ham til en mere samlende figur for hele Vietnam.

## Vietnamkrigen
I 1959 begyndte Ho at støtte det igangværende Viet Cong-oprør i Sydvietnam, hvor præsident Diem var i gang med at udrense tidligere støtter af Viet Minh. Nordvietnam invaderede Laos i 1959 med støtte fra den laotiske oprørsbevægelse Pathet Lao. Med 30.000 soldater opbyggede nordvietnameserne en invasions- og forsyningsrute gennem Laos, kendt som Ho Chi Minh stien. Dette satte Nordvietnam i stand til at sende tropper og militærudstyr til at støtte de sydvietnamesiske Viet Cong-grupper, hvilket eskalerede konflikten og tippede balancen i Viet Congs favør. Denne udvikling motiverede USA's indtræden i Vietnamkrigen.
Krigen eskalerede og amerikanske tropper tæppebombede Nordvietnam. I juli 1967, mødtes Ho og det 6 Vietnamesiske politburo, de konkluderede at de amerikanske angreb havde presset den nordvietnamesiske hær så meget at de kun havde fokuseret på at forsvare Ho Chi Minh stien, snarere end at støtte kampene i Sydvietnam. De vedtog derfor med Ho Chi Minhs støtte en stor offensiv i samarbejde mellem den nordvietnamesiske folkehær og de sydvietnamesiske Viet Cong'er. Tết offensiven der begyndte den 31 januar 1968, var en serie overraskelsesangreb på vigtig infrastruktur i Sydvietnam. Kampagnen fik enorme menneskelige omkostninger på begge sider, men den viste at kommunisterne langt fra var besejrede som amerikanerne havde troet. Det tvang amerikanerne til at begynde at forhandle om krigens afslutning og at stoppe bombningen af Ho Chi Minh stien. Denne sejr viste at Hos oprindelige strategi om at overvinde det amerikanske militær ved at fokusere på at gøre dem trætte gennem guerrillakrigsførelse havde opnået sin virkning.

## Eftermæle
Få kommunistledere har haft en sådan bred international erfaring som Ho. Hans fremragende lederegenskaber gjorde det muligt at samle størstedelen af den nationalistiske bevægelse. Hans dybe sans for det muliges kunst gjorde, at han i afgørende situationer accepterede vanskelige kompromiser. Bl.a. på Geneve-konferencen i 1954 hvor han på grund af den internationale situationen måtte acceptere en midlertidig deling af Vietnam. Han formåede også at holde Vietnam udenfor den sovjetisk-kinesiske strid, som for alvor tog til i 1960erne. Han forsøgte forgæves at mægle mellem de to kommunistiske stormagter, men opnåede dog at hindre at striden vanskeliggjorde den økonomiske og militære bistand til befrielseskampen. I modsætning til de kommunistiske ledere i Kina og Sovjet, formåede Ho at skabe en solidaritet i den kommunistiske ledelse, som uden vanskeligheder overtog magten da Ho døde.
Hans popularitet i den vietnamesiske befolkning var enorm. Det symboliseres af det tilnavn han som Onkel Ho. Ho Chi Minh levede et meget enkelt liv og efterlod sig ingen familie. Hele Hos liv var en kamp for Vietnams frihed han aldrig en tilstrækkelig lang fredelig periode til at opbygge et forenet Vietnam, hvor de fredelige aktiviteter var dominerende. Men han var den første blandt de betydelige kommunistiske ledere, der skabte en alliance mellem den socialistiske målsætning og den nationalistiske bevægelse. Denne stærke forankring gjorde det muligt for ham at hindre, at det vietnamesiske kommunistparti blev splittet op på grund af striden mellem Sovjetunionen og Kina. Han var også den første der påpegede de undertrykte bønders betydning for revolutionen. Han opbyggede en revolutionær bevægelse baseret på bønderne.
Ho Chi Minh-byen er opkaldt efter ham for at ære hans indsats for landets befrielse.
Efter USA's nederlag i Vietnamkrigen lykkedes det hans efterfølgere at genforene Sydvietnam og Nordvietnam. Efter genforeningen dannede hans efterfølgere i Kommunistpartiet en socialistisk stat med Kommunistpartiet i spidsen, som siden har holdt magten i Vietnam.